# Landtagswahlkreis Mülheim I
Der Landtagswahlkreis Mülheim I ist ein Landtagswahlkreis in Nordrhein-Westfalen. Sein Gebiet umfasst beinahe die gesamte Kreisfreie Stadt Mülheim an der Ruhr. Lediglich die Kommunalwahlbezirke Saarner Kuppe und Saarn-Süd/Mintard/Selbeck gehören einem anderen Wahlkreis, Mettmann III – Mülheim II, an.

## Geschichte
Von 1947 bis 2000 existierten in Mülheim zwei Wahlkreise, welche zusammen deckungsgleich mit der Stadt waren. Infolge der Kommunalreform und sinkender Einwohnerzahlen wurden die Wahlkreise später neu geformt, einen Wahlkreis erweiterte man zur Landtagswahl 2000 gar um Teile der Stadt Essen, welcher dann Mülheim II – Essen VII hieß. Zur Landtagswahl 2005 wurde die Zahl der Wahlkreise in NRW reduziert, was zur Folge hatte, dass Mülheim einen Wahlkreis verlor. der Wahlkreis Mülheim I umfasste nunmehr das gesamte Stadtgebiet mit Ausnahme des Wahlbezirks Winkhausen, der einem Essener Wahlkreis zugeordnet wurde. Zur Wahl 2022 entstand der Wahlkreis in seiner heutigen Form.

## Landtagswahl 2022
Wahlberechtigt zur Landtagswahl 2022 waren 111.861 Einwohner des Wahlkreises. Die Wahlbeteiligung lag bei 57,8 %.
| Direktkandidat    | Erststimmen in % | Partei | Zweitstimmen in % |
| ----------------- | ---------------- | ------ | ----------------- |
| Rodion Bakum      | 34,9             | SPD    | 32,3              |
| Heiko Hendriks    | 31,5             | CDU    | 31,5              |
| Kathrin Rosa Rose | 16,8             | GRÜNE  | 17,6              |
| Christian Mangen  | 5,6              | FDP    | 5,9               |
| Wolfgang Lessau   | 5,5              | AfD    | 5,3               |
| Marc Scheffler    | 1,7              | LINKE  | 1,8               |
| -                 | 3,9              | Übrige | 5,6               |

## Landtagswahl 2017
Wahlberechtigt zur Landtagswahl 2017 waren 120.297 Einwohner des Wahlkreises. Die Wahlbeteiligung lag bei 69,1 %.
| Direktkandidat      | Erststimmen in % | Partei  | Zweitstimmen in % |
| ------------------- | ---------------- | ------- | ----------------- |
| Hannelore Kraft     | 43,7             | SPD     | 34,9              |
| Heiko Hendriks      | 30,1             | CDU     | 27,3              |
| Barbara Steffens    | 4,4              | GRÜNE   | 6,2               |
| Christian Mangen    | 9,9              | FDP     | 13,7              |
| kein Direktkandidat | –                | Piraten | 0,8               |
| Nina Eumann         | 4,9              | LINKE   | 4,9               |
| Andre Ufer          | 7,0              | AfD     | 8,6               |
| -                   | -                | Übrige  | 3,5               |

Neben der bisherigen Ministerpräsidentin Hannelore Kraft, die den Wahlkreis für die SPD seit seiner Neubildung 2005 hält, kamen die Direktkandidaten der Grünen, Barbara Steffens (Listenplatz 3), und der FDP, Christian Mangen (Listenplatz 23), über die Landeslisten ihrer Parteien in den Landtag. Der CDU-Kandidat Heiko Hendriks, der erst im Januar 2014 in den Landtag nachgerückt war, verpasste aufgrund seines Listenplatzes 37 den Wiedereinzug in das Parlament.

## Landtagswahl 2012
Wahlberechtigt zur Landtagswahl 2012 waren 122.782 Einwohner des Wahlkreises. Die Wahlbeteiligung lag bei 62,4 %.
| Direktkandidat   | Erststimmen in % | Partei   | Zweitstimmen in % |
| ---------------- | ---------------- | -------- | ----------------- |
| Heiko Hendriks   | 21,2             | CDU      | 18,8              |
| Hannelore Kraft  | 59,1             | SPD      | 46,1              |
| Barbara Steffens | 5,7              | GRÜNE    | 12,4              |
| Christian Mangen | 5,5              | FDP      | 8,9               |
| Martin Pernau    | 2,1              | LINKE    | 2,4               |
| Carsten Trojahn  | 6,4              | Piraten  | 7,2               |
| -                | -                | Sonstige | 4,2               |

## Landtagswahl 2010
Wahlberechtigt zur Landtagswahl 2010 waren 123.867 Einwohner des Wahlkreises. Die Wahlbeteiligung lag bei 64,4 %.
| Direktkandidat   | Erststimmen in % | Partei   | Zweitstimmen in % |
| ---------------- | ---------------- | -------- | ----------------- |
| Karin Kückelhaus | 31,3             | CDU      | 28,7              |
| Hannelore Kraft  | 49,3             | SPD      | 40,8              |
| Barbara Steffens | 8,5              | GRÜNE    | 12,7              |
| Peter Beitz      | 3,7              | FDP      | 5,9               |
| Nina Eumann      | 5,3              | LINKE    | 5,7               |
| Timo Zoske       | 1,9              | Piraten  | 1,9               |
| -                | -                | Sonstige | 4,2               |

## Landtagswahl 2005
Wahlberechtigt zur Landtagswahl 2005 waren 125.636 Einwohner des Wahlkreises. Die Wahlbeteiligung lag bei 67,5 %.
| Direktkandidat         | Partei  | Stimmen in % |
| ---------------------- | ------- | ------------ |
| Hannelore Kraft        | SPD     | 45,5         |
| Hans-Martin Schlebusch | CDU     | 35,6         |
| Christian Mangen       | FDP     | 5,7          |
| Barbara Steffens       | GRÜNE   | 6,3          |
| Ingo Sitzer            | REP     | 0,5          |
| Matthias Kokorsch      | PDS     | 1,1          |
| Peter Wülfing          | FAMILIE | 1,5          |
| Marc Dennis Witt       | NPD     | 1,0          |
| Jürgen Soppa           | WASG    | 2,9          |